# Liparis eos
Liparis eos är en fiskart som beskrevs av Krasyukova, 1984. Liparis eos ingår i släktet Liparis och familjen Liparidae. Inga underarter finns listade i Catalogue of Life.